# Psychoda lativentris
Psychoda lativentris és una espècie d'insecte dípter pertanyent a la família dels psicòdids que es troba al Canadà (Ontario), els Estats Units (com ara, Michigan), el sud de Suècia, Noruega, la Gran Bretanya, Irlanda, ItàliaMèxic i Sud-àfrica.